# Mirandea hyssopus
Mirandea hyssopus är en akantusväxtart som först beskrevs av Christian Gottfried Daniel Nees von Esenbeck, och fick sitt nu gällande namn av T.F.Daniel. Mirandea hyssopus ingår i släktet Mirandea och familjen akantusväxter. Inga underarter finns listade i Catalogue of Life.